# Lepeoptheirus ornatus
Lepeoptheirus ornatus är en kräftdjursart som först beskrevs av M. Edwards 1840.  Lepeoptheirus ornatus ingår i släktet Lepeoptheirus och familjen Caligidae. Inga underarter finns listade i Catalogue of Life.